# Pablo Hernández Salces
Pablo Hernández Salces (Saragossa, 1834 - Madrid, 1910) fou un compositor i organista aragonès del romanticisme.

## Biografia
Va seguir l'ensenyament primari a l'Escola Pia de Saragossa, i durant aquest temps va ser escolà de la metropolitana de Nuestra Señora del Pilar. Va tenir de mestre de solfeig, piano, orgue i harmonium Vicente Meton, mestre de capella i organista de l'església esmentada, i de mestre de violí Ignacio Rabanals, primer violí de la capella. L'any 1848, va obtenir per oposicions la plaça d'organista de l'església parroquial de San Gil. S'hi va estar fins al 1856, quan va traslladar-se a Madrid per ingressar al conservatori i rebre classes d'Hilarión Eslava y Elizondo (1807-1878). L'any 1858, va obtindre per oposicions la plaça d'organista a la Reial Basílica d'Atocha. L'any 1861, li va ser concebuda la medalla d'or en composició com a fi de carrera al conservatori. En aquest mateix conservatori, l'any 1863 el van nomenar professor auxiliar de solfeig.

## Obra musical
L'estil de la seva música religiosa mosta les influències teatrals del segle xviii. Entre 1860 i 1867, Hernàndez va compondre les següents obres: Sense gaire gravacións, la seva obra va caure en oblit.

### Gènere religiós
- Salve a tres veus i orquestra
- Completas a 3 voces y orquesta ú organo
- Miserere
- Mises
- Santo Dios

### Per veu i orgue
- Santo Dios en Re
- Te Deum laudamus
- Flores a María
- Santo Dios en Mi bemoll
- Lletania
- Salve
- Villancet
- Missa Pastoral
- Gozos a Santa Cecilia, Sagrado Corazón de Jesus, a la Santíssima Trinidad, a San José i a la Virgen de los Dolores
- Stabat Mater
- Lamentaciones del Jueves Santo
- Motet ¡O salutaris hostia!, A la Santa Cruz i a la Purísima Concepción
- Sequentia de Resurreción i de Pentecostés

### Per orgue
- Método de órgano, introducción al Museo Orgánico del maestro Eslava
- Sis fugues en forma d'ofertori

### Música dramàtica
- Dues sarsueles en un acte

### Música per orquestra
- Obertura original
- Gran simfonia Original, escrita per la societat de concerts de Barbieri.